# ミシルルー
『ミシルルー』（ギリシア語: Μισιρλού, ラテン文字転記：Misirlou）は今日、以下の5つのスタイルで知られている歌あるいは曲である。
- ギリシアのレベティコ
- 中東のベリーダンス
- ユダヤのクレツマー Klezmer
- アメリカのサーフ・ロック Surf rock
- イージー・リスニング Easy listening（エキゾティカ Exotica）

本来は歌詞が存在するが、インストゥルメンタル化したものが有名である。

## 題名
ミシルルー（ギリシア語: Μισιρλού）は、トルコ語のムスルル（Mısırlı）の借用である。これはムスル（Mısır, 「エジプト」を意味する。アラビア語で مصر ミスル）に、「～出身」を意味する接尾辞～ル（-lı）を加えた語である。したがって、「ミシルルー」は「エジプト出身」という意味にしかならないが、歌詞の内容からエジプト娘の意味であることが明らかである。
英語ではミザルーのように発音する。

## 歴史
今日我々は、この歌を歌う民族によってこの歌がどこに由来するかを推測することが出来る。この歌は、ギリシア人、トルコ人、アラブ人、ユダヤ人たちの間で聞くことができる。つまり、オスマン帝国の支配領域で生まれた、という説明である。説のひとつは現在のトルコとギリシアの国境地方のある所で、すなわち、セラーニク（テッサロニキ）とイスタンブール（コンスタンティノープル）の間のどこかで生まれた、とする。この歌は、他の歌、例えばウスクダラ（Üsküdar’a Gider İken）、カティナキ・モウ・ヤ・セナ（Κατινάκι μου γιά σένα/Katinaki mou ya sena）などと同様に、ギリシアやトルコ（オスマン帝国内）で流布した。また、各地のユダヤ人社会によっても拾われ、そこからも広まった。 誰が元々この歌を書いたのかは歴史の中に埋もれ、失われている。トルコ人とギリシア人はともにこの歌を自分たちのものであると主張しており、彼らの無限の論争はいつ果てるとも知れない。また我々は、この歌がいつ書かれたかも正確に突き止めることが出来ない。19世紀以降であるとは考えられている。
1930年頃、ギリシャの都市部には西欧の大衆音楽が流入していた。一方、トルコ領となった小アジアから住民交換によりギリシャに移住してきたギリシャ正教徒がアナトリアの様々な音楽的伝統を持ち込んでもいた。こうした音楽の交配からレベティコ（レンベティコ/レベティカ/レンベティカ）という新しいギリシアの大衆音楽が芽生えていた。
ほとんどの初期のレベティコの歌と同様、ミシルルーの実際の作曲家は判明していない。エジプトで1919年にこの曲をサイード・ダルウィーシュが「ビント・ミスル」（アラビア語で「エジプト娘」を意味する）の題で録音したことがあるらしい。
ギリシア語歌詞による古い録音としては、イスタンブール生まれで、のちにアメリカ合衆国に帰化したテトス・ディミトゥリアデス（Τέτος Δημητριάδης）によって1927年にニューヨークのコロムビア・レコードから発売されたものがある。
その後、1931年にイズミル出身のミハリス・パトゥリノス（Μιχάλης Πατρινός）の楽団が「ムスルル」の題でやはりコロムビアからレコードを発売したが、パトゥリノスはそれ以前からアテネでこの曲を演奏していたという。
元々、歌はレベティコの様式で、より遅いテンポと異なったキー（調）で、トルコの（あるいはギリシアの）テンポのゆったりしたダンスであるチフテテッリの舞踊のための歌として作曲された。ミシルルーも他のいくつかの歌と同じくレベティコの勃興と共に生まれた曲のひとつである。
1940年代以降ジャズやイージーリスニングの様々な楽団が独自の英語歌詞をつけて演奏するようになった。S. Russell、N. Wise、M. Leedsが英語の歌詞を書いている。 
1941年に、ニック・ルーバニス(Nick Roubanis, Νίκος Ρουμπάνης, ギリシア系アメリカ人の音楽のインストラクター)は作曲家として自分をクレジット表記しながら、この歌のジャズのインストゥルメンタル版をリリースした。しかし、この曲がニック・ルーバニスによって作詞作曲されたものでないことは明らかである。
1950年代以降は「エキゾチカ」と呼ばれる、異国調を前面に出したラウンジミュージックの一種におけるスタンダードナンバーとなった。1962年にはディック・デイル&デルトーンズの演奏によるサーフミュージックアレンジのミシルルーが全米でヒットしており、このバージョンが今日よく知られている。ディック・デイル版は各国のサーフロック・バンドにカバーされた（1963年のザ・ビーチボーイズのアルバム「サーフィン・U.S.A.」でもカバーされている）。
1994年の映画『パルプ・フィクション』でディック・デイル版が主題曲となり再び広く知られるようになった。
2006年にブラック・アイド・ピーズはディック・デイル版をサンプリングした『パンプ・イット』を発表した。

## 歌詞
| ギリシア語 Μισιρλού μου, η γλυκιά σου η ματιά Φλόγα μου 'χει ανάψει μες στην καρδιά. Αχ, για χαμπίμπι, αχ, για λε-λέλι, αχ, Τα δυο σου χείλη στάζουνε μέλι, αχ. Αχ, Μισιρλού, μαγική, ξωτική ομορφιά. Τρέλα θα μου 'ρθει, δεν υποφέρω πια. Αχ, θα σε κλέψω μέσ' απ' την Αραπιά. Μαυρομάτα Μισιρλού μου τρελή, Η ζωή μου αλλάζει μ' ένα φιλί. Αχ, για χαμπίμπι ενα φιλάκι,άχ Απ' το γλυκό σου το στοματάκι, αχ. | ラテン文字転記 Misirloú mou, i glukiá so i matiá Phlóga mou'khi anápsi mes sten kardiá. Akh, ya khabíbi, akh ya le-léli, akh, Ta dio sou khíli stázoune méli, akh. Akh, Misirloú, magikí, ksotikí omorphiá. Tréla tha mo'rthi then ipophéro pia. Akh, tha se klépso més' ap' tin Arapiá. Mavromáta Misirloú mou trelí, I zoí mo allázi m' éna philí. Akh, ya habíbi ena philáki, akh Ap' to glikó sou to stomatáki, akh. |  |

3行目の「ヤー・ハビビ、ヤー・レレリ」は、アラビア語で「ああ私の愛しい人よ、ああ私の夜よ」と言う意味であり、異国情緒あふれる歌詞になっている。

## 歌っている歌手（歌詞があるもの）
- コニー・フランシス

## 演奏したアーティスト
- アストロノウツ
- 加山雄三&ハイパーランチャーズ
- ザ・サーフコースターズ
- ザ・トラッシュメン
- ザ・ビーチボーイズ
- ザ・ベンチャーズ
- ディック・デイル&デルトーンズ
- 寺内タケシとブルージーンズ(当初は「ビートNo.1」という邦題が付けられていた)
- monobright
- 2CELLOS

その他多数

## BGMとしての使用例
映画
- 『パルプ・フィクション』
- 『TAXi』シリーズ

ゲーム
- ゲーム『ラビッツ・パーティー』
- アーケード用音楽ゲーム『ギターフリークスV』『ドラムマニアV』に収録。
  - 家庭用「ギターフリークスV&ドラムマニアV」には未収録だが、続編である「ギターフリークスV3&ドラムマニアV3」に収録。
- ゲーム『アスファルト3 3D』

その他
- ブラック・アイド・ピーズの楽曲『Pump It』で使用。
  - このバージョンは、家庭用ダンスゲーム『ジャスト・ダンス3』に収録。日本シリーズでは未収録。
- キックボクサーのピーター・アーツが入場曲として使用。
- 『ネプリーグ』（深夜時代）主題歌。
- お笑いタレントのアキラ100%は「丸腰刑事」ネタの際にこの音楽を使用。

他にも数多くのテレビ番組で使用されている。